# U.S. Ausonia Spezia
Unione Sportiva Ausonia Spezia  là một câu lạc bộ bóng đá Ý nằm ở La Spezia.
Câu lạc bộ đáng chú ý bởi vì, trong một tranh chấp liên quan đến Campionato Alta Italia 1944, đội đã được nhận vào Serie B Alta Italia 1945-46 thay cho Spezia FBC, câu lạc bộ chính trong thành phố. Tuy nhiên, mùa giải tiếp theo, tranh chấp đã được giải quyết và Spezia đã được nhận vào Serie B 1946-47 thay cho Ausonia, được FIGC đưa xuống Serie C 1946-47. Câu lạc bộ ngay lập tức xuống hạngPromozione và sau đó giải thể.